# Lijst van voetbalinterlands Bahrein - Verenigde Arabische Emiraten (vrouwen)
Deze lijst van voetbalinterlands is een overzicht van alle officiële voetbalinterlands tussen de nationale vrouwenteams van Bahrein en de Verenigde Arabische Emiraten. De landen hebben tot nu toe zes keer tegen elkaar gespeeld.

## Wedstrijden
| № | Plaats    | Datum            | Competitie                                | Wedstrijd                              | Uitslag |
| - | --------- | ---------------- | ----------------------------------------- | -------------------------------------- | ------- |
| 1 | Abu Dhabi | 26 februari 2010 | West-Aziatisch kampioenschap 2010         | Verenigde Arabische Emiraten − Bahrein | 4 − 0   |
| 2 | Abu Dhabi | 10 oktober 2011  | West-Aziatisch kampioenschap 2011         | Bahrein − Verenigde Arabische Emiraten | 0 − 4   |
| 3 | Doesjanbe | 7 april 2017     | Aziatisch kampioenschap 2018 kwalificatie | Verenigde Arabische Emiraten − Bahrein | 1 − 1   |
| 4 | Muharraq  | 13 januari 2019  | West-Aziatisch kampioenschap 2019         | Verenigde Arabische Emiraten − Bahrein | 1 − 1   |
| 5 | Dubai     | 29 mei 2025      | Vriendschappelijk                         | Verenigde Arabische Emiraten − Bahrein | 0 − 0   |
| 6 | Dubai     | 2 juni 2025      | Vriendschappelijk                         | Verenigde Arabische Emiraten − Bahrein | 2 − 2   |

## Samenvatting
| Competitie                           | Totaal gespeeld | Winst Bahrein | Gelijk | Winst Verenigde Arabische Emiraten | Doelsaldo Bahrein – Verenigde Arabische Emiraten |
| ------------------------------------ | --------------- | ------------- | ------ | ---------------------------------- | ------------------------------------------------ |
| Aziatisch kampioenschap kwalificatie | 1               | 0             | 1      | 0                                  | 1 − 1                                            |
| West-Aziatisch kampioenschap         | 3               | 0             | 1      | 2                                  | 1 − 9                                            |
| Vriendschappelijk                    | 2               | 0             | 2      | 0                                  | 2 − 2                                            |
| Totaal                               | 6               | 0             | 4      | 2                                  | 4 − 12                                           |